# املیلی هگ آرنتزن
املیلی هگ آرنتزن (نروژی: Emilie Hegh Arntzen؛ زادهٔ ۱ ژانویهٔ ۱۹۹۴) بازیکن هندبال زن اهل نروژ است.